# 65. ročník udílení Filmových cen Britské akademie
66. ročník udílení Filmových cen Britské akademie se konal v Royal Opera House v Londýně 12. února 2012. Moderátorem ceremoniálu byl Stephen Fry. Ocenění se předávalo nejlepším filmům a dokumentů britským i mezinárodním, které se promítaly v britských kinech v roce 2015. Nejvíce ocenění získal film Umělec, celkem 7 cen. Nominace byly oznámeny 17. ledna 2012.

## Vítězové a nominovaní

### Academy Fellowship
- Martin Scorsese

### Outstanding British Contribution to Cinema
- John Hurt

| Nejlepší film | Nejlepší režisér |
| --- | --- |
| Umělec - Děti moje - Drive - Černobílý svět - Jeden musí z kola ven | Michael Hazavicius – Umělec - Martin Scorsese – Hugo a jeho velký objev - Tomas Alfreson – Jeden musí z kola ven - Nicolas Winding Refn – Drive - Lynne Ramsay – Musíme si promluvit o Kevinovi |
| Nejlepší herec v hlavní role | Nejlepší herečka v hlavní roli |
| Jean Dujardin – Umělec - George Clooney – Děti moje - Gary Oldman – Jeden musí z kola ven - Michael Fassbender – Stud - Brad Pitt – Moneyball | Meryl Streepová – Železná lady - Bérénice Bejo – Umělec - Viola Davis – Černobílý svět - Tilda Swintonová – Jeden musí z kola ven - Michelle Williamsová – Můj týden s Marilyn |
| Nejlepší herec ve vedlejší roli | Nejlepší herečka ve vedlejší roli |
| Christopher Plummer – Začátky - Kenneth Branagh – Můj týden s Marilyn - Jonah Hill – Moneyball - Jim Broadbent – Železná lady - Philip Seymour Hoffman – Den zrady | Octavia Spencerová – Černobílý svět - Carey Mulligan – Drive - Jessica Chastainová – Černobílý svět - Melissa McCarthy – Ženy sobě - Judi Denchová – Můj týden s Marilyn |
| Nejlepší původní scénář | Nejlepší adaptovaný scénář |
| Umělec – David Seidler - Půlnoc v Paříži – Woody Allen - Ženy sobě – Annie Mumolo a Kristen Wiigová - Železná lady – Abi Morgan - Pomáhat a chránit – John Michael McDonagh | Jeden musí z kola ven – Bridget O'Connor a Peter Straughan - Děti moje – Alexander Payne, Nat Faxon a Jim Rash - Černobílý svět – Tate Taylor - Den zrady – George Clooney, Grant Heslov a Beau Willimon - Moneyball – Steven Zaillian, Aaron Sorkin a Stan Chervin                                                                                            |
| Nejlepší kamera | Nejlepší debut – scénář, režie nebo produkce |
| Umělec – Guillaume Schiffman - Hugo a jeho velký objev – Robert Richardson - Muži, kteří nenávidí ženy – Jeff Cronenweth - Jeden musí z kola ven – Hoyte van Hoytema - Válečný kůň – Janusz Kaminski                                                                                       | Tyranosaurus – Paddy Considine (režisér), Diarmid Scrimshaw (producent) - Útok na věžák – Joe Cornish (režisér/scenárista) - Černá tůň – Will Sharpe (režisér/scenárista), Tom Kingsley (režisér), Sarah Brocklehurst (producentka) - Coriolanus – Ralph Fiennes (režisér) - Jmenuji se Oliver Tate – Richard Ayoade (režisér/scenárista)                      |
| Nejlepší britský film | Nejlepší dokument |
| Jeden musí z kola ven - Můj týden s Marilyn - Senna - Stud - Musíme si promluvit o Kevinovi | Senna – Asif Kapadia - George Harrison: Living in the Material World – Martin Scorsese - Nim – James Marsh |
| Nejlepší původní hudba | Nejlepší zvuk |
| Umělec – Ludovic Bource - Muži, kteří nenávidí ženy – Trent Reznor a Atticus Ross - Hugo a jeho velký objev – Howard Shore - Jeden musí z kola ven – Alberto Iglesias - Válečný kůň – John Williams                                                                                        | Hugo a jeho velký objev – Tom Fleischman a John Midgley - Jeden musí z kola ven – John Casali, Howard Bargroff, Doug Cooper, Stephen Griffiths a Andy Shelley - Harry Potter a Relikvie smrti – část 2 – James Mather, Stuart Wilson, Stuart Hilliker, Mike Dowson a Adam Scrivener - Válečný kůň – Gary Rydstrom, Andy Nelson, Tom Johnson a Stuart Wilson    |
| Nejlepší produkční design | Nejlepší speciální efekty |
| Hugo a jeho velký objev – Dante Ferretti, Francesca Lo Schiavo - Umělec – Laurence Bennett, Robert Gould - Harry Potter a Relikvie smrti – část 2 –Stuart Craig, Stephenie McMillan - Jeden musí z kola ven – Maria Djurkovic, Tatiana MacDonald - Válečný kůň – Rick Carter, Lee Sandales | Harry Potter a Relikvie smrti – část 2 – Tim Burke, David Vickery, Greg Butler a John Richardson - Hugo a jeho velký objev – Rob Legato, Joss Williams, Ben Grossman a Alex Henning - Tintinova dobrodružství – Joe Letteri - Zrození Planety opic – Joe Letteri, Dan Lemmon, R. Christopher White a Daniel Barrett - Válečný kůň – Ben Morris a Neil Corbould |
| Nejlepší kostýmní design | Nejlepší masky |
| Umělec – Mark Bridges - Jeden musí z kola ven – Jacqueline Durran - Hugo a jeho velký objev – Sandy Powell - Jana Eyrová – Michael O'Connor - Můj týden s Marilyn – Jill Taylor | Železná lady – Marese Langan - Umělec – Julie Hewett a Cydney Cornell - Můj týden s Marilyn – Jenny Shicore - Hugo a jeho velký objev – Morag Ross a Jan Archibald - Harry Potter a Relikvie smrti – část 2 – Amanda Knight a Lisa Tomblin |
| Nejlepší střih | Nejlepší cizojazyčný film |
| Senna – Gregers Sall a Chris King - Umělec – Anne-Sophie Bion a Michel Hazanavicius - Jeden musí z kola ven – Dino Jonsater - Drive – Mat Newman - Hugo a jeho velký objev – Thelma Schoonmaker                                                                                            | Kůže, kterou nosím - Rozchod Nadera a Simin - Profesionální manželka - Požáry - Pina |
| Nejlepší animovaný film | Nejlepší krátký animovaný film |
| Rango - Tintinova dobrodružství - Velká vánoční jízda | A Morning Stroll – Grant Orchard, Sue Goffe - Babičky – Afarin Eghbal, Kasia Malipan, Francesca Gardiner - Bobby Yeah – Robert Morgan |
| Nejlepší krátkometrážní film | Vycházející hvězda |
| Loupež poslepu – John Maclean, Gerardine O'Flynn - Chalk – Martina Amati, Gavin Emerson, James Bolton, Ilaria Bernardini - Only Sound Remains – Arash Ashtiani, Anshu Poddar - Mwansa the Great – Rungano Nyoni, Gabriel Gauchet - Two and Two – Babak Anvari, Kit Fraser, Gavin Cullen    | Adam Deacon - Chris Hemsworth - Tom Hiddleston - Chris O'Dowd - Eddie Redmayne |